# 寧姓
寧姓爲汉姓，漢語拼音，與音的“甯”姓有別，見王應麟的〈姓氏急就篇〉。在漢姓中，“寧”姓比“甯”姓更少見。許多人改為甯姓。
汉朝有酷吏寧成，金庸武侠小说《笑傲江湖》中有寧中則。
外族漢化，亦有姓“寧”者。寧姓有一支源于蒙古漢化，元代蒙古将领忙哥帖木儿拥兵南征，因家湖南常德卫，数代皆显宦。元末明初，常德寧氏迁居宁乡、长沙及湖北孝昌等地。
汉字简化后，“寧”字简化为「宁」（作门屏之间解的宁读zhù，为避免此宁字与寧的简化字混淆，原读zhù的宁改作㝉，貯、佇、苧、紵等字「簡化」为贮、伫、苎、纻，即使大陸官方文件從無正式規定此一「簡化」。），因为“甯”字是「寧」的异体字，姓氏常与源自衞國的甯姓混淆。2013年中華人民共和國教育部发佈的《通用规范汉字表》三级字表已将“甯”字（编号7573，注解编号36）列入，规定“甯”可用於姓氏人名。

## 另見
- 甯姓

## 延伸阅读
[在维基数据编辑]
 《欽定古今圖書集成·明倫彙編·氏族典·寧姓部》，出自陈梦雷《古今圖書集成》